# JR九州ステーションホテル小倉

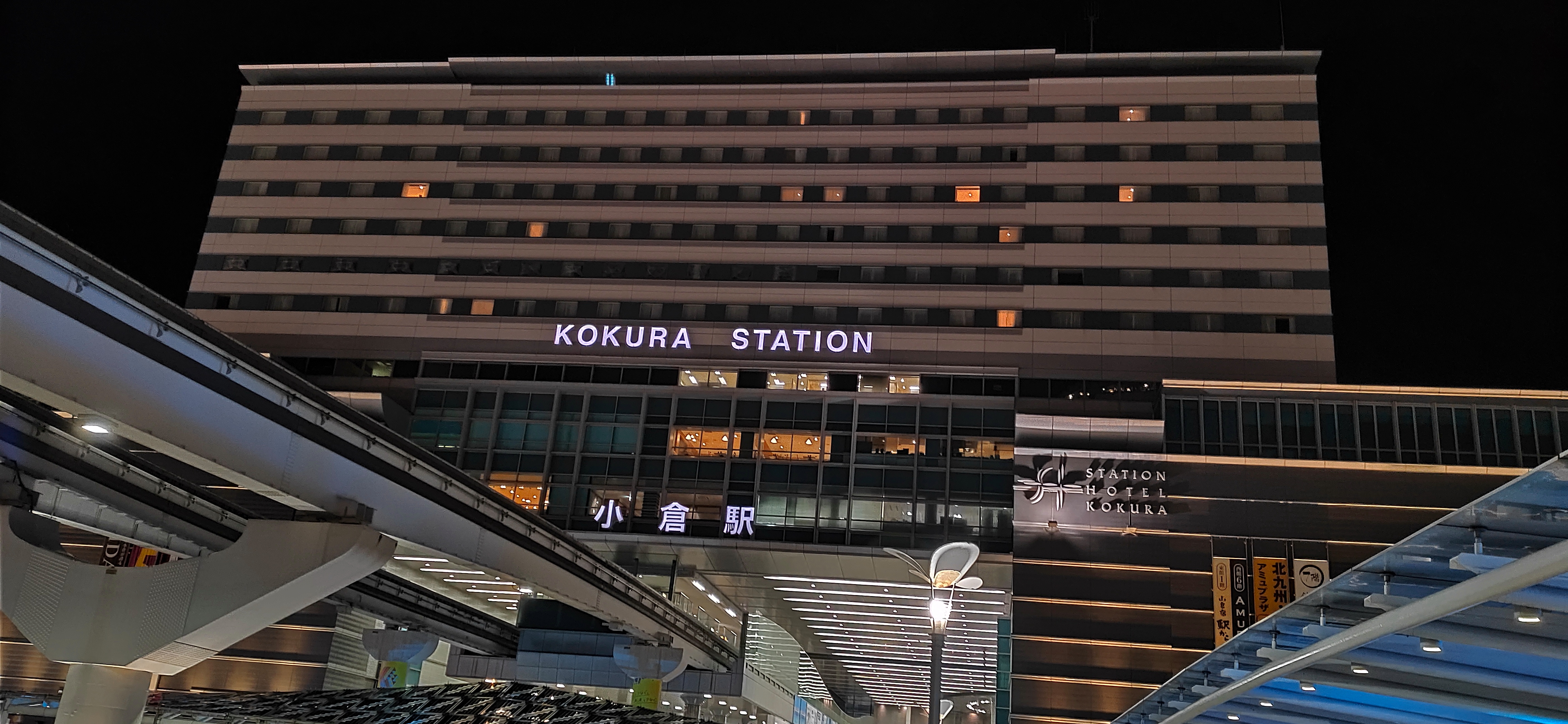
ホテルの夜景（2021年3月7日撮影）

JR九州ステーションホテル小倉（ジェイアールきゅうしゅうステーションホテルこくら、英: JR KYUSHU STATION HOTEL KOKURA）は、福岡県北九州市小倉北区の小倉駅にあるホテルである。また、2019年4月から2024年9月まで存在した同ホテルの運営会社名（JR九州ステーションホテル小倉株式会社）でもあった。

## 概要
1958年開業の「小倉ステーションホテル」が前身。1993年から北九州モノレール小倉線延伸に合わせて駅ビルの建て替えが行われ、1998年4月27日「ステーションホテル小倉」として開業した。JR九州グループホテルに属する。開業当時の運営はJR九州子会社の小倉ターミナルビル株式会社。2018年12月10日に、フロントの7階への移設と共にホテル名を現行名に変更した。
2019年4月1日に小倉ターミナルビルのホテル運営部門を2018年12月26日に設立されたJR九州ステーションホテル小倉株式会社へ吸収分割（小倉ターミナルビルは同日を以て株式会社JR小倉シティと名称変更）、同日を以て新しく設立されるJR九州ホテルズアンドリゾーツホールディングス株式会社の子会社となった。2021年3月31日のJR九州ホテルズアンドリゾーツホールディングスの事業終了に伴い、JR九州本体の直営となった。
なお、2024年10月に当社、JR九州ホテルズ、JR九州ホテルマネジメント、JR九州ハウステンボスホテルの4社を合併し、当ホテルはJR九州ホテルズアンドリゾーツ株式会社の運営になった。

## 客室
- 客室は9階～14階（フロントは1階）
- 全294室（シングル、ツイン、エクセレントツインルーム、和客室、スイートルーム）

## 設備
一部はアミュプラザ小倉との実質共通テナントとして運営されていて、アミュプラザ側からも直接行くことができる。
| 階    | 西館                                                            | 中間 | 東館 |
| ----- | --------------------------------------------------------------- | --- | --- |
| 11-14 | 客室（14F：スーペリアフロア）                                   | 客室（14F：スーペリアフロア）                                                                                                   | 客室（14F：スーペリアフロア）                                                                                                   |
| 10    | - 天空のチャペル - 客室                                         | - 天空のチャペル - 客室 | - 天空のチャペル - 客室 |
| 9     | 客室                                                            | 客室 | 客室 |
| 8     | （アミュプラザ西館）                                            | （オフィス） | （オフィス） |
| 7     | （アミュプラザ西館）                                            | - ホテルフロント - スーペリアフロア宿泊者専用ラウンジ「De La Gare」 - 鉄板･串やき「八くら」※ - 日本料理「祇園」※ - 宴会場「響」 | - ホテルフロント - スーペリアフロア宿泊者専用ラウンジ「De La Gare」 - 鉄板･串やき「八くら」※ - 日本料理「祇園」※ - 宴会場「響」 |
| 6     | （アミュプラザ西館） ※エスカレーターでホテル7階レストランへ直結 | （アミュプラザ西館） ※エスカレーターでホテル7階レストランへ直結                                                                 | - ボードルーム「KAMURO」 - ブライダルサロン - 神殿 - 美容室 - 衣裳室                                                            |
| 5     | （アミュプラザ西館）                                            | （小倉駅コンコース） | - 大宴会場「飛翔」 - 小会議室                                                                                                   |
| 4     | （アミュプラザ西館）                                            | （小倉駅コンコース） | - （アミュプラザ東館） |
| 3     | （アミュプラザ西館）                                            | （小倉駅コンコース） | - 3F入口 - （アミュプラザ東館）                                                                                                 |
| 2     | （アミュプラザ店舗）                                            | （アミュプラザ店舗） | （アミュプラザ店舗） |
| 1     | （アミュプラザ西館）                                            | （小倉駅1F小倉城口） | （駅から30歩横丁） - 1Fエレベーター入口                                                                                         |

## アクセス
- JR・モノレール小倉駅直結